# Molnár János (katonatiszt)
Molnár János (Budapest, 1925. március 11. – Budapest, 1984. június 22.) ezredes, a Magyar Néphadsereg híradó csoportfőnöke.
1949-ben hívták be a Magyar Honvédség alosztály-parancsnoki tanfolyamára, aminek elvégzése után még abban az évben főhadnaggyá léptették elő. Első tiszti beosztásában a Polgárdi községben állomásozó híradó zászlóalj törzsfőnöke volt. Ezután az akkori hadsereg egyik legfontosabb ereje, a gépesített hadtest híradófőnöke lett, ahol munkájának legfontosabb része a híradó szakkiképzés fejlesztése volt. A honi légvédelem korszerűsítése során az Országos Légvédelmi Parancsnokság híradófőnöke lett, itt a légvédelmi és repülő csapatok híradásának korszerűsítésével foglalkozott.
1957-ben a vezérkar híradó csoportfőnöke helyettesének nevezték ki. 1958-ban elvégezte a Zrínyi Miklós Katonai Akadémiát, majd 1961-63 között a Szovjetunió Fegyveres Erői Vezérkari Akadémiáján tanult és szerzett diplomát.
1971-től a vezérkar híradó csoportfőnöke, azaz a Magyar Néphadsereg híradófőnöke lett. Jelentős része volt a korszerű híradóeszközök hazai gyártásának és exportjának ösztönzésében.
Egészségi állapotának meggyengülése után 1975-től a Közlekedési és Postaügyi Minisztérium katonai főosztályának vezetője lett. 1981-ben vonult nyugállományba. 1984-es halála után a Magyar Néphadsereg halottjaként katonai tiszteletadással a Farkasréti temető katonai parcellájában helyezték örök nyugalomra.

## Elismerései
Munkáját számos magas állami kitüntetéssel ismerték el.

## Emlékezete
2009 júniusában a Magyar Honvédség katonai tiszteletadással emlékezett meg halálának 25. évfordulójáról a Farkasréti temetőben.
Születésének 90. évfordulója alkalmából a Puskás Tivadar Híradó Bajtársi Egyesület 2015. áprilisi közgyűlésén Dr. Lindner Miklós nyá. altábornagy méltatta munkásságát.

## Kapcsolódó szócikk
- Katonai híradás